# Clargia bonema
Clargia bonema är en fjärilsart som beskrevs av William Schaus 1916. Clargia bonema ingår i släktet Clargia och familjen nattflyn. Inga underarter finns listade i Catalogue of Life.